# П'єріно Габетті
П'єріно Габетті (італ. Pierino Gabetti, 22 травня 1904 — 28 лютого 1971) — італійський важкоатлет.
Олімпійський чемпіон 1924 року в категорії до 60 кг, срібний призер 1928 року в категорії до 60 кг.